# ホットク
ホットㇰもしくはホットック（호떡）は、韓国の菓子の一つ。
韓国において間食系の屋台などにて売られている、安価で庶民的な菓子料理である。

## 概要
一言でいえば、中に甘い餡が入ったホットケーキのようなもので、「ホットㇰ」とは胡（=中国、朝鮮語における胡も参照）の餅（トㇰ）を意味し、19世紀末に移民して来た中国人商人が生み出したものとされている。韓国では人気のある屋台には行列ができるなど広く親しまれており、日本でもコリア・タウンにて販売されていることや韓国料理店にて提供されていることがある。

### 作り方

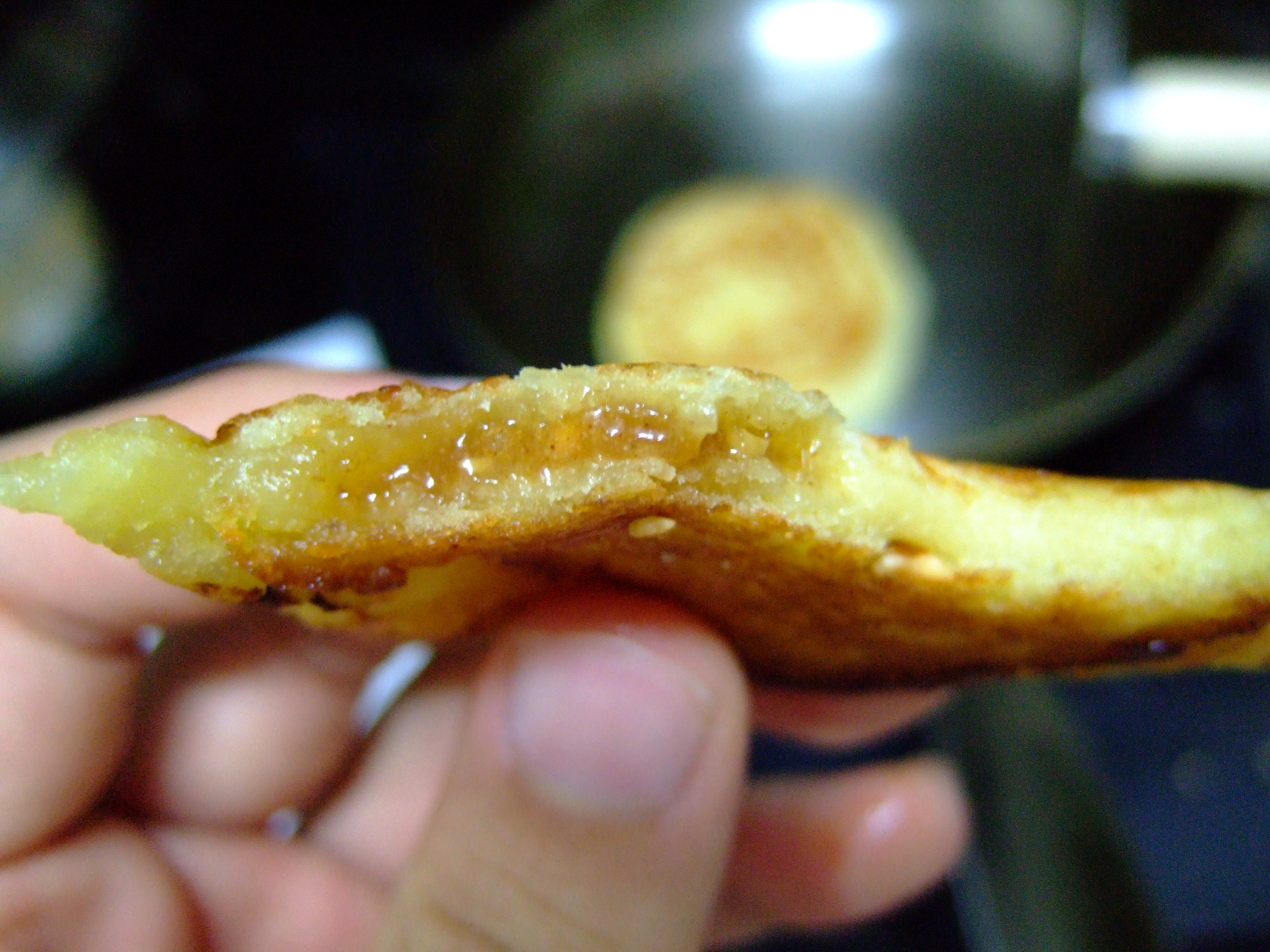
断面

小麦粉やもち米粉で作った生地で、餡となる黒砂糖とシナモンを饅頭のように包み、多めに油を敷いた鉄板の上で揚げるように焼く。途中、ホットㇰヌルゲ（호떡 누르게／ホットㇰ押し器）と呼ばれる専用の器具で押さえつけ、平たく整形する（写真を参照）。
簡単な屋台では袋などは用意されず、客は厚紙を折ったもので挟んで受け取る。焼きたては中で黒砂糖が蜜状に熱く溶けており、食べる際には火傷に注意する必要がある。屋台で売られているものは、生地を一次発酵させてから焼いたものが多い。同様の工程を家庭で行うと時間がかかるため、スーパーマーケットなどで売られている家庭用ミックス粉にはドライイーストが添付され、焼き上げる前の発酵時間を短縮あるいはゼロにしたものがある。

### バリエーション
ホットㇰには、さまざまなバリエーションがある。生地にパン生地を使ったものやトウモロコシ粉を使ったもの、緑茶を練りこんだもの、餡に蜂蜜や小豆餡などを使ったものや、ゴマやナッツ類、豆類、チーズを入れたもののほか、油を使わずに焼き上げるものや、中に何も入れずに生地だけを膨らませて焼いたものなども存在する。